# Brunettia napaea
Brunettia napaea är en tvåvingeart som beskrevs av Duckhouse 1991. Brunettia napaea ingår i släktet Brunettia och familjen fjärilsmyggor. Inga underarter finns listade i Catalogue of Life.